# ゲームの歴史 (書籍)
『ゲームの歴史』（ゲームのれきし）は、岩崎夏海と稲田豊史が共著した全3巻の書籍である。岩崎が企画と構成と口述、稲田が文章記述を担当した。
コンピュータゲームの歴史を分かりやすく、かつ網羅的に解説することを目標に、講談社の児童書レーベルである青い鳥文庫から出版されたが、直後からSNS上で内容の誤りが多数指摘され、4か月後に講談社は社内調査の結果「事実誤認と情報元が確認できない箇所が多数見つかった」として販売を中止した。
なお本書の内容を考案した岩崎には事実誤認の責任が問われた一方、岩崎の喋りを文章化したブックライター担当の稲田は当初批判に反応していなかったが、2024年に刊行された著書『このドキュメンタリーはフィクションです』のあとがきで、当初は岩崎の単著として企画され稲田はブックライティングを請け負う契約で制作が始まったこと、制作中に岩崎から共著にすることを持ち掛けられ実務役割上はブックライターのまま承諾したことなどが明かされた。

## 内容
文化的背景も含め網羅的にコンピュータゲームの成り立ちを順序立て解説することを目指して記し、全3巻の構成で、第1巻はファミリーコンピュータや『ドラゴンクエスト』、第2巻はPlayStationや『ファイナルファンタジーVII』、第3巻はスマホゲームやNintendo Switchなどのタイトルを扱う。「はじめに」で「本書はゲームクリエイターやゲーム業界志望者へ向けたもので、『岩崎・稲田史観』を通すことで、ゲームの面白さ・ゲーム制作・ゲーム産業の本質に、比較的すぐ到達できる自負がある」と記している。

## 出版から発売中止まで

### 多方面からの錯誤指摘
2022年11月14日の出版直後から、多くのゲーム業界関係者らが、事実誤認や情報元の確認できない記述が多いことを指摘し、Twitterで「事実と異なる」「主張に合わせて事実を拡大解釈している」「思い付きから逆算している」などの意見が続出した。
本書の「『ポケットモンスター』はメンコから発想した」などの記述について、ポケモンの制作に関わったとみさわ昭仁は「そんなことはありません」と明言し、ゲーム雑誌編集者の岩井浩之も同じく否定して「ひどい本」「（田尻智の証言を）全無視して持論を、あたかも真実のように書いた著者のことが本当に許せなくて」と酷評している。
iモードの立ち上げに携わった栗田穣崇は、本書のiモードに関する誤りを指摘して「事実と異なる部分をあえて無視、もしくは拡大解釈して説明している」と述べている。
ライターの西田宗千佳は「思い付きから歴史を逆算して当てはめたであろう不整合が多い」と述べている。
ライターの岩崎啓眞は、「山内溥や宮本茂や田尻智が言ったとは考えられない言葉に『　』が付けられて、あたかも当人が話したかのような記述になっている」と述べ、「著者の考えたストーリーのために、論理を自らに都合よく組み立てたため、事実と異なる内容になったのではないか」と推測し、「同書を読んだゲーム業界人やゲーム業界を志す人々が誤った歴史や間違った情報を信じることは、業界全体にとって悪影響である」と述べている。また、岩崎啓眞は本書発売中止後の2023年5月28日に開催されたレトロゲーム・マイナーゲーム中心同人誌即売会「ゲームレジェンド35」で、本書の誤り箇所の指摘や批判をまとめた同人誌『ちょっとは正しいゲームの歴史』を頒布し、同年10月1日に開催されたオールジャンル同人誌即売会「COMIC1☆23」で前述の同人誌で含められなかった指摘を収録した同人誌『ゲームの歴史のあとしまつ』を頒布した。
ゲーム研究者の向江駿佑は、声をあげるゲーム業界関係者の存在が広く可視化されたこと、ゲームの通史本に対する関心と需要は依然として根強いことの二点を挙げて「どんな歴史書であっても一冊ですべてを語ることは不可能である」ことを強調し、「参照する書籍を複数にすればより立体的に変遷が見える」と述べている。
ライターの山内貴範は、「最も危険なことは本書のあとにゲームの通史を誰も執筆しないことであり、ゲーム業界のキーパーソンが存命中である今がゲームの通史を遺す最後のチャンスである」と述べている。「数十年後の人が同書を元に論文などをまとめ、それが年月を経れば同書の内容が定説化するおそれがある」と指摘している。

### 著者の反論
「データや出典がなく主観的な理論を展開する本でしかない」とする同書の感想に対し、岩崎夏海はTwitterで
と反論するも、のちに上記反論を投じたTwitterアカウントを削除した。

### 発売中止
2023年3月17日に講談社は、「事実誤認のおそれを複数から指摘された」「編集部と著者で全体を確認している」と発表した。3月20日から21日にかけて各種インターネットショップで購入や注文が不能となった。
4月10日に講談社は、「編集部による事実関係の確認が不十分だった」として販売中止を発表した。書店に在庫返品を求め、同年11月30日まで購入者からの返品を受け付け、訂正版の出版は予定しない、とした。